# Gert-Peter Brüggemann
Gert-Peter Brüggemann (* 1952 in Soest) ist ein deutscher Sportwissenschaftler und Hochschullehrer.

## Leben
Brüggemann bestand 1970 in seiner Heimatstadt Soest das Abitur, hernach studierte er an der Westfälischen Wilhelms-Universität Münster sowie an der Johann Wolfgang Goethe-Universität Frankfurt am Main bis 1976 Mathematik, Sport, Geographie und Erziehungswissenschaft. Er promovierte 1980 in Frankfurt am Main, wo er an der dortigen Universität von 1977 bis 1982 als Wissenschaftlicher Mitarbeiter sowie in den Jahren 1982 und 1983 im Rang eines Akademischen Rates als Leiter des Biomechanischen Labors tätig war.
1984 trat Brüggemann an der Deutschen Sporthochschule Köln (DSHS) eine C3-Professur für Sportwissenschaften an, 1993 wechselte er an der DSHS auf eine C4-Professur für Trainings- und Bewegungslehre der Individualsportarten. Diese hatte er bis 2000 inne, als er ebenfalls an der Sporthochschule eine C4-Professur für Biomechanik antrat und die Leitung des Instituts für Biomechanik und Orthopädie übernahm. Von 1987 bis 1990 sowie von 1995 bis 1999 hatte er an der DSHS das Amt des Prorektors für Studium und Lehre inne und war von 1991 bis 1994 Dekan des Fachbereichs III.
Ab 1993 gehörte Brüggemann der Medizinkommission des Internationalen Olympischen Komitees (IOC) an, er war Vorsitzender der Deutschen Gesellschaft für Biomechanik und Vorstandsmitglied der Internationalen Gesellschaft für Biomechanik. Er war Vorsitzender des Wissenschaftsausschusses des Internationalen Turnerbundes (ITB) sowie Mitglied des Präsidiums Olympischer Sport im Deutschen Turner-Bund (DTB). Des Weiteren war er als Sondergutachter der Deutschen Forschungsgemeinschaft tätig.
2008 wurde Brüggemann die Ehrenprofessur der Sportuniversität Schanghai verliehen.
Brüggemanns Hauptforschungsgebiete waren die Biomechanik sportlicher Bewegungen, die Belastung der Strukturen des Bewegungsapparates in Sport und Alltag, die Biomechanik biologischer Strukturen, Sportschuhforschung, Sportverletzungen (unter anderem im Kunstturnen).
2017 ging er in den Ruhestand. Im selben Jahr wurde er zum Ehrenmitglied der Deutschen Gesellschaft für Biomechanik ernannt.
Brüggemann entwickelte neben seinen früheren Tätigkeiten Laufschuhe bei Asics, Nike und Brooks mit. Nach seinem Ruhestand gründete er 2018 den Sportschuh-Startup True Motion mit.